# Liste der Orte im Landkreis Weilheim-Schongau
Die Liste der Orte im Landkreis Weilheim-Schongau listet die 533 amtlich benannten Gemeindeteile (Hauptorte, Kirchdörfer, Pfarrdörfer, Dörfer, Weiler und Einöden) im Landkreis Weilheim-Schongau auf.

## Systematische Liste
Alphabet der Städte und Gemeinden mit den zugehörigen Orten.
- Die Gemeinde Altenstadt mit 2 Gemeindeteilen:
  - Pfarrdorf Altenstadt
  - Kirchdorf Schwabniederhofen

- Die Gemeinde Antdorf mit 13 Gemeindeteilen:
  - Pfarrdorf Antdorf
  - Dorf Breunetsried
  - Weiler Frauenrain, Neuried, Obersiffelhofen, Rieden und Untersiffelhofen
  - Einöden Dürnberg, Gröben, Schillersberg, Schwarzenbach, Wasla und Weidwies

- Die Gemeinde Bernbeuren mit 63 Gemeindeteilen:
  - Pfarrdorf Bernbeuren
  - Dörfer Echerschwang, Eschach, Nachsee und Ried
  - Weiler Angerhof, Auerberg, Berk, Böllenburg, Brunnhof, Buchenberg, Feldhof, Greuwang, Günther, Hafegg, Helmer, Hinterholz, Hinterlangegg, Hohenösch, Kienberg, Langegg, Loxhub, Mark, Osterberg, Prachtsried, Reisgang, Riedhof, Straß und Voglegg
  - Einöden Badwerk, Bürstenstiel, Egghof, Ellensberg, Goldstein, Grönenbach, Grundelsberg, Hinterklausmen, Hintertharren, Hof, Holz, Honeleshof, Kinsegg, Kollmannshof, Kremelsmoos, Lehen, Oberelmenau, Oberhof, Oberlinden, Schlögelsberg, Seemühle, Sennhof, Senthub, Stenz, Thalhof, Unterelmenau, Unterleithen, Unterlinden, Vordertharren, Wendelinshof, Westerhof, Wiesbichl, Wieshof und Wildenberg

- Die Gemeinde Bernried am Starnberger See mit 7 Gemeindeteilen:
  - Pfarrdorf Bernried
  - Weiler Gallafilz, Hapberg und Unterholz
  - Einöden Adelsried und Karra
  - Sanatorium Höhenried

- Die Gemeinde Böbing mit 22 Gemeindeteilen:
  - Pfarrdorf Böbing
  - Dörfer Grambach, Kirnberg, Pischlach und Wimpes
  - Weiler Ammerhaus, Geigersau, Holzleithen, Leithen, Lugenau, Mühlegg, Sprengelsbach, Thalmühl und Vorderkirnberg
  - Einöden Ajamühle, Bromberg, Bruckerhof, Faistenau, Lindau, Ruhe und Wörth
  - Gut Osterwald

- Die Gemeinde Burggen mit 12 Gemeindeteilen:
  - Pfarrdörfer Burggen und Tannenberg
  - Dorf Haslach
  - Einöden Bernried, Borzenwinkel, Dessau, Engenwies, Forchenmühle, Hausenried, Rossau, Steig und Ziegler

- Die Gemeinde Eberfing mit 13 Gemeindeteilen:
  - Pfarrdorf Untereberfing
  - Dorf Obereberfing
  - Weiler Arnried, Eichendorf, Linden und Stadel
  - Einöden Gandershofen, Hohenkasten, Ludwigsried, Sonnenfeld, Streitberg, Tradfranz und Westenried

- Die Gemeinde Eglfing mit 4 Gemeindeteilen:
  - Pfarrdorf Obereglfing
  - Kirchdörfer Tauting und Untereglfing
  - Einöde Heimgarten

- Die Gemeinde Habach mit 8 Gemeindeteilen:
  - Pfarrdorf Habach
  - Kirchdorf Dürnhausen
  - Weiler Obermühle
  - Einöden Hinterfeld, Hof, Jaudenmühle, Kratzlmühle und Thomamühle

- Die Gemeinde Hohenfurch mit 2 Gemeindeteilen:
  - Pfarrdorf Hohenfurch
  - Einöde Graben

- Die Gemeinde Hohenpeißenberg mit 17 Gemeindeteilen:
  - Pfarrdorf Hohenpeißenberg
  - Dörfer Bschorrwald, Buchschorn und Steinfall
  - Siedlung Unterbau
  - Weiler Fuchshölle, Hinterschwaig, Krönau, Obersedlhof, Pröbstelsberg, Untersedlhof und Vorderschwaig
  - Einöden Bärnhöhle, Mitterschwaig, Oberschwaig, Söldei und Wörth

- Die Gemeinde Huglfing mit 6 Gemeindeteilen:
  - Pfarrdorf Huglfing
  - Weiler Rameck
  - Einöden Deimenried, Grasleiten, Rechetsberg und Steinweiler

- Die Gemeinde Iffeldorf mit 13 Gemeindeteilen:
  - Pfarrdorf Iffeldorf
  - Dörfer Sanimoor und Untereurach
  - Weiler Obereurach und Staltach
  - Wallfahrtskirche (-kapelle) Heuwinkl
  - Einöden Eitzenberg, Oberlauterbach, Ponholz, Rettenberg, Schwaig, Steinbach und Unterlauterbach

- Die Gemeinde Ingenried mit 5 Gemeindeteilen:
  - Pfarrdorf Ingenried
  - Kirchdorf Erbenschwang
  - Dörfer Huttenried und Krottenhill
  - Weiler Hofmahdmühle

- Die Gemeinde Oberhausen mit 9 Gemeindeteilen:
  - Pfarrdorf Oberhausen
  - Kirchdorf Berg
  - Dorf Maxlried
  - Weiler Eyach, Kreilhof und Thalhausen
  - Einöden Achberg, Kirnberg und Sankt Nikolaus

- Die Gemeinde Obersöchering mit 11 Gemeindeteilen:
  - Pfarrdorf Obersöchering
  - Kirchdorf Untersöchering
  - Weiler Egenried, Habaching und Reinthal
  - Einöden Abertshausen, Emmenried, Hachtsee, Moos, Schönach und Tradlenz

- Die Gemeinde Pähl mit 12 Gemeindeteilen:
  - Pfarrdorf Pähl
  - Kirchdorf Mitterfischen
  - Dörfer Aidenried und Vorderfischen
  - Weiler mit Kirche Kerschlach
  - Weiler Ammerhof, Eichhof, Hartschimmel, Hochschloß und Unterhirschberg
  - Einöden Hirschberg-Alm und Oberhirschberg

- Der Markt Peißenberg mit 25 Gemeindeteilen:
  - Hauptort Peißenberg
  - Kirchdorf Aich
  - Siedlungen Berghofsiedlung und Scheithauf-Torfwerk
  - Weiler Ammerhöfe, Berghof, Fendt, Oberbuchau, Scheithauf, Schlag, Schweiber, Strallen, Sulz, Unterbuchau und Windkreut
  - Einöden Armeleiten, Buchen, Ficht, Guselried, Hohenwart, Rapoltskreut, Sankt Georg, Sankt Michael, Taigschuster und Tritschenkreut

- Der Markt Peiting mit 40 Gemeindeteilen:
  - Hauptort Peiting
  - Pfarrdorf Birkland
  - Dörfer Berg, Hohenbrand, Kurzenried und Ramsau
  - Weiler Aich, Aichen, Bühlach, Deutenried, Eselsberg, Hausen, Höfle, Kreut, Langenried, Leitersberg, Lexe, Luttenbach und Oedenhof
  - Einöden Finsterau, Grabhof, Grub, Hofen, Klaft, Lamprecht, Moosegg, Mößle, Niederwies, Odi, Rehpoint, Rettenbach, Riedhof, Sachsen, Sägmühle, Schnalz, Sedlhof, Sperber, Weinland und Winterleiten
  - Sozialdorf Herzogsägmühle

- Die Stadt Penzberg mit 20 Gemeindeteilen:
  - Hauptort Penzberg
  - Kirchdorf Sankt Johannisrain
  - Dörfer Heinz, Johannisberg, Kirnberg, Maxkron, Reindl und Wölfl
  - Industrieort Nonnenwald
  - Weiler Edenhof, Nantesbuch, Neukirnberg, Promberg, Rain und Schönmühl
  - Einöden Daser, Oberhof, Vordermeir, Zachenried und Zist

- Die Gemeinde Polling mit 8 Gemeindeteilen:
  - Pfarrdörfer Etting und Polling
  - Kirchdorf Oderding
  - Weiler Grasla, Kugelsbühl, Längenlaich und Roßlaich
  - Einöde Hungerwies

- Die Gemeinde Prem mit 13 Gemeindeteilen:
  - Pfarrdorf Prem
  - Dörfer Gründl und Unterried
  - Weiler Aumühle, Helmau, Hinterholz, Moosreiten, Schwerblmühle, Steinwies und Vorderholz
  - Einöden Hachegg, Karlsebene und Sauwald

- Die Gemeinde Raisting mit 5 Gemeindeteilen:
  - Pfarrdorf Raisting
  - Kirchdorf Sölb
  - Weiler Ertlmühle, Rothbad und Stillern

- Die Gemeinde Rottenbuch mit 24 Gemeindeteilen:
  - Pfarrdörfer Rottenbuch und Schönberg
  - Dörfer Krummengraben, Moos, Ölberg, Schmauzenberg, Solder und Weihanger
  - Weiler Achen, Berg, Engle, Hochkreit, Kreit, Ristle, Rochusthal, Rudersau, Schwaig, Schweinberg und Voglherd
  - Einöden Ammerthal, Kreitfilz, Reiswies, Schleifmühle und Schönegg

- Die Stadt Schongau mit 2 Gemeindeteilen:
  - Hauptort Schongau
  - Weiler Dornau

- Die Gemeinde Schwabbruck mit dem gleichnamigen Pfarrdorf

- Die Gemeinde Schwabsoien mit 3 Gemeindeteilen:
  - Pfarrdörfer Sachsenried und Schwabsoien
  - Einöde Dietlried

- Die Gemeinde Seeshaupt mit 18 Gemeindeteilen:
  - Pfarrdorf Seeshaupt
  - Kirchdörfer Jenhausen und Magnetsried
  - Weiler Eisenrain, Hohenberg, Hübschmühle, Oppenried, Schmitten, Seeseiten und Wolfetsried
  - Einöden Brandenberg, Ellmann, Holzmühle, Kreutberg, Kronleiten, Nußberg und Ungertsried
  - Kirche Pollingsried

- Die Gemeinde Sindelsdorf mit 5 Gemeindeteilen:
  - Pfarrdorf Sindelsdorf
  - Dorf Riedern
  - Weiler Mühleck und Urthal
  - Einöde Berghof

- Die Gemeinde Steingaden mit 53 Gemeindeteilen:
  - Pfarrdorf Steingaden
  - Kirchdörfer Urspring und Wies
  - Dörfer Fronreiten, Lauterbach, Maderbichl, Riesen, Staltannen und Steingädele
  - Weiler Biberschwöll, Boschach, Brandach, Butzau, Gogel, Graben, Hiebler, Hirschau, Illach, Jagdberg, Karlsebene, Kellershof, Kreuzberg, Litzau, Reitersau, Sandgraben und Vordergründl
  - Einöden Bichl, Brandstatt, Deutenhof, Deutensee, Egart, Engen, Gagras, Gmeind, Ilberg, Ilgen, Kohlhofen, Kreisten, Kuchen, Langau, Lechen, Lindegg, Moos, Oberengen, Resle, Schlatt, Schlauch, Schwarzenbach, Tannen, Thal, Unterengen, Wiesle und Zöpfhalden

- Die Stadt Weilheim i.OB mit 16 Gemeindeteilen:
  - Hauptort Weilheim
  - Pfarrdörfer Marnbach und Unterhausen
  - Kirchdorf Deutenhausen
  - Siedlungen Lichtenau und Tankenrain
  - Weiler Weghaus
  - Einöden Dietlhofen, Farchenbichl, Gabler, Gossenhofen, Hardtwiese, Hirschberg am Haarsee, Rauchen und Rothsee
  - Gut Waitzacker

- Die Gemeinde Wessobrunn mit 51 Gemeindeteilen:
  - Pfarrdörfer Sankt Leonhard i.Forst und Wessobrunn
  - Dörfer Haid, Paterzell, Schlitten, Templhof und Zellsee
  - Weiler Anger, Bichl, Blaik, Burgstall, Edenhof, Feistenau, Feuchten, Gmain, Grabhof, Guggenberg, Hagenlehen, Holzlehen, Linden, Mandlhof, Metzengasse, Moos, Puitl, Rechthal, Rohrmoos, Schellschwang, Schönwag, Schwiegle, Seehäusl und Wolfhof
  - Einöden Altkreut, Bayerstadl, Eck, Forst, Geiger, Hof, Hub, Kaltenbrunn, Kreuzberg, Kronholz, Leithen, Moosmühle, Pentscher, Pürschlehen, Reiserlehen, Schlittbach, Schwabhof, Schwelken, Stillerhof und Streberg

- Die Gemeinde Wielenbach mit 11 Gemeindeteilen:
  - Pfarrdörfer Haunshofen und Wielenbach
  - Kirchdörfer Bauerbach und Wilzhofen
  - Siedlung Am Hardt
  - Weiler Steinberg
  - Einöden Hardt, Moosschwaige und Wieser
  - Güter Rauchmoos und Schörghof

- Die Gemeinde Wildsteig mit 19 Gemeindeteilen:
  - Pfarrdorf Wildsteig
  - Dörfer Hausen, Kreut, Morgenbach, Peustelsau, Unterbauern und Unterhäusern
  - Weiler Holz, Ilchberg, Linden, Perau, Schildschwaig, Schwaig, See und Straubenbach
  - Einöden Bichl, Hargenwies, Rentschen und Soyermühle

## Alphabetische Liste
In Fettschrift erscheinen die Orte, die namengebend für die Gemeinde sind.

### A
- Abertshausen zu Obersöchering
- Achberg zu Oberhausen
- Achen zu Rottenbuch
- Adelsried zu Bernried am Starnberger See
- Aich zu Peißenberg
- Aich zu Peiting
- Aichen zu Peiting
- Aidenried zu Pähl
- Ajamühle zu Böbing
- Altenstadt
- Altkreut zu Wessobrunn
- Am Hardt zu Wielenbach
- Ammerhaus zu Böbing
- Ammerhof zu Pähl
- Ammerhöfe zu Peißenberg
- Ammerthal zu Rottenbuch
- Anger zu Wessobrunn
- Angerhof zu Bernbeuren
- Antdorf
- Armeleiten zu Peißenberg
- Arnried zu Eberfing
- Auerberg zu Bernbeuren
- Aumühle zu Prem

↑ Zurück zum Inhaltsverzeichnis

### B
- Badwerk zu Bernbeuren
- Bärnhöhle zu Hohenpeißenberg
- Bauerbach zu Wielenbach
- Bayerstadl zu Wessobrunn
- Berg zu Oberhausen
- Berg zu Peiting
- Berg zu Rottenbuch
- Berghof zu Peißenberg
- Berghof zu Sindelsdorf
- Berghofsiedlung zu Peißenberg
- Berk zu Bernbeuren
- Bernbeuren
- Bernried am Starnberger See
- Bernried zu Burggen
- Biberschwöll zu Steingaden
- Bichl zu Steingaden
- Bichl zu Wessobrunn
- Bichl zu Wildsteig
- Birkland zu Peiting
- Blaik zu Wessobrunn
- Böbing
- Böllenburg zu Bernbeuren
- Borzenwinkel zu Burggen
- Boschach zu Steingaden
- Brandach zu Steingaden
- Brandenberg zu Seeshaupt
- Brandstatt zu Steingaden
- Breunetsried zu Antdorf
- Bromberg zu Böbing
- Bruckerhof zu Böbing
- Brunnhof zu Bernbeuren
- Bschorrwald zu Hohenpeißenberg
- Buchen zu Peißenberg
- Buchenberg zu Bernbeuren
- Buchschorn zu Hohenpeißenberg
- Bühlach zu Peiting
- Burggen
- Burgstall zu Wessobrunn
- Bürstenstiel zu Bernbeuren
- Butzau zu Steingaden

↑ Zurück zum Inhaltsverzeichnis

### D
- Daser zu Penzberg
- Deimenried zu Huglfing
- Dessau zu Burggen
- Deutenhausen zu Weilheim i.OB
- Deutenhof zu Steingaden
- Deutenried zu Peiting
- Deutensee zu Steingaden
- Dietlhofen zu Weilheim i.OB
- Dietlried zu Schwabsoien
- Dornau zu Schongau
- Dürnberg zu Antdorf
- Dürnhausen zu Habach

↑ Zurück zum Inhaltsverzeichnis

### E
- Echerschwang zu Bernbeuren
- Eck zu Wessobrunn
- Edenhof zu Penzberg
- Edenhof zu Wessobrunn
- Egart zu Steingaden
- Egenried zu Obersöchering
- Egghof zu Bernbeuren
- Eichendorf zu Eberfing
- Eichhof zu Pähl
- Eisenrain zu Seeshaupt
- Eitzenberg zu Iffeldorf
- Ellensberg zu Bernbeuren
- Ellmann zu Seeshaupt
- Emmenried zu Obersöchering
- Engen zu Steingaden
- Engenwies zu Burggen
- Engle zu Rottenbuch
- Erbenschwang zu Ingenried
- Ertlmühle zu Raisting
- Eschach zu Bernbeuren
- Eselsberg zu Peiting
- Etting zu Polling
- Eyach zu Oberhausen

↑ Zurück zum Inhaltsverzeichnis

### F
- Faistenau zu Böbing
- Farchenbichl zu Weilheim i.OB
- Feistenau zu Wessobrunn
- Feldhof zu Bernbeuren
- Fendt zu Peißenberg
- Feuchten zu Wessobrunn
- Ficht zu Peißenberg
- Finsterau zu Peiting
- Forchenmühle zu Burggen
- Forst zu Wessobrunn
- Frauenrain zu Antdorf
- Fronreiten zu Steingaden
- Fuchshölle zu Hohenpeißenberg

↑ Zurück zum Inhaltsverzeichnis

### G
- Gabler zu Weilheim i.OB
- Gagras zu Steingaden
- Gallafilz zu Bernried am Starnberger See
- Gandershofen zu Eberfing
- Geiger zu Wessobrunn
- Geigersau zu Böbing
- Gmain zu Wessobrunn
- Gmeind zu Steingaden
- Gogel zu Steingaden
- Goldstein zu Bernbeuren
- Gossenhofen zu Weilheim i.OB
- Graben zu Hohenfurch
- Graben zu Steingaden
- Grabhof zu Peiting
- Grabhof zu Wessobrunn
- Grambach zu Böbing
- Grasla zu Polling
- Grasleiten zu Huglfing
- Greuwang zu Bernbeuren
- Gröben zu Antdorf
- Grönenbach zu Bernbeuren
- Grub zu Peiting
- Grundelsberg zu Bernbeuren
- Gründl zu Prem
- Guggenberg zu Wessobrunn
- Günther zu Bernbeuren
- Guselried zu Peißenberg

↑ Zurück zum Inhaltsverzeichnis

### H
- Habach
- Habaching zu Obersöchering
- Hachegg zu Prem
- Hachtsee zu Obersöchering
- Hafegg zu Bernbeuren
- Hagenlehen zu Wessobrunn
- Haid zu Wessobrunn
- Hapberg zu Bernried am Starnberger See
- Hardt zu Wielenbach
- Hardtwiese zu Weilheim i.OB
- Hargenwies zu Wildsteig
- Hartschimmel zu Pähl
- Haslach zu Burggen
- Haunshofen zu Wielenbach
- Hausen zu Peiting
- Hausen zu Wildsteig
- Hausenried zu Burggen
- Heimgarten zu Eglfing
- Heinz zu Penzberg
- Helmau zu Prem
- Helmer zu Bernbeuren
- Herzogsägmühle zu Peiting
- Heuwinkl zu Iffeldorf
- Hiebler zu Steingaden
- Hinterfeld zu Habach
- Hinterholz zu Bernbeuren
- Hinterholz zu Prem
- Hinterklausmen zu Bernbeuren
- Hinterlangegg zu Bernbeuren
- Hinterschwaig zu Hohenpeißenberg
- Hintertharren zu Bernbeuren
- Hirschau zu Steingaden
- Hirschberg am Haarsee zu Weilheim i.OB
- Hirschberg-Alm zu Pähl
- Hochkreit zu Rottenbuch
- Hochschloß zu Pähl
- Hof zu Bernbeuren
- Hof zu Habach
- Hof zu Wessobrunn
- Hofen zu Peiting
- Höfle zu Peiting
- Hofmahdmühle zu Ingenried
- Hohenberg zu Seeshaupt
- Hohenbrand zu Peiting
- Hohenfurch
- Hohenkasten zu Eberfing
- Hohenösch zu Bernbeuren
- Hohenpeißenberg
- Höhenried zu Bernried am Starnberger See
- Hohenwart zu Peißenberg
- Holz zu Bernbeuren
- Holz zu Wildsteig
- Holzlehen zu Wessobrunn
- Holzleithen zu Böbing
- Holzmühle zu Seeshaupt
- Honeleshof zu Bernbeuren
- Hub zu Wessobrunn
- Hübschmühle zu Seeshaupt
- Huglfing
- Hungerwies zu Polling
- Huttenried zu Ingenried

↑ Zurück zum Inhaltsverzeichnis

### I
- Iffeldorf
- Ilberg zu Steingaden
- Ilchberg zu Wildsteig
- Ilgen zu Steingaden
- Illach zu Steingaden
- Ingenried

↑ Zurück zum Inhaltsverzeichnis

### J
- Jagdberg zu Steingaden
- Jaudenmühle zu Habach
- Jenhausen zu Seeshaupt
- Johannisberg zu Penzberg

↑ Zurück zum Inhaltsverzeichnis

### K
- Kaltenbrunn zu Wessobrunn
- Karlsebene zu Prem
- Karlsebene zu Steingaden
- Karra zu Bernried am Starnberger See
- Kellershof zu Steingaden
- Kerschlach zu Pähl
- Kienberg zu Bernbeuren
- Kinsegg zu Bernbeuren
- Kirnberg zu Böbing
- Kirnberg zu Oberhausen
- Kirnberg zu Penzberg
- Klaft zu Peiting
- Kohlhofen zu Steingaden
- Kollmannshof zu Bernbeuren
- Kratzlmühle zu Habach
- Kreilhof zu Oberhausen
- Kreisten zu Steingaden
- Kreit zu Rottenbuch
- Kreitfilz zu Rottenbuch
- Kremelsmoos zu Bernbeuren
- Kreut zu Peiting
- Kreut zu Wildsteig
- Kreutberg zu Seeshaupt
- Kreuzberg zu Steingaden
- Kreuzberg zu Wessobrunn
- Krönau zu Hohenpeißenberg
- Kronholz zu Wessobrunn
- Kronleiten zu Seeshaupt
- Krottenhill zu Ingenried
- Krummengraben zu Rottenbuch
- Kuchen zu Steingaden
- Kugelsbühl zu Polling
- Kurzenried zu Peiting

↑ Zurück zum Inhaltsverzeichnis

### L
- Lamprecht zu Peiting
- Langau zu Steingaden
- Langegg zu Bernbeuren
- Längenlaich zu Polling
- Langenried zu Peiting
- Lauterbach zu Steingaden
- Lechen zu Steingaden
- Lehen zu Bernbeuren
- Leitersberg zu Peiting
- Leithen zu Böbing
- Leithen zu Wessobrunn
- Lexe zu Peiting
- Lichtenau zu Weilheim i.OB
- Lindau zu Böbing
- Lindegg zu Steingaden
- Linden zu Eberfing
- Linden zu Wessobrunn
- Linden zu Wildsteig
- Litzau zu Steingaden
- Loxhub zu Bernbeuren
- Ludwigsried zu Eberfing
- Lugenau zu Böbing
- Luttenbach zu Peiting

↑ Zurück zum Inhaltsverzeichnis

### M
- Maderbichl zu Steingaden
- Magnetsried zu Seeshaupt
- Mandlhof zu Wessobrunn
- Mark zu Bernbeuren
- Marnbach zu Weilheim i.OB
- Maxkron zu Penzberg
- Maxlried zu Oberhausen
- Metzengasse zu Wessobrunn
- Mitterfischen zu Pähl
- Mitterschwaig zu Hohenpeißenberg
- Moos zu Obersöchering
- Moos zu Rottenbuch
- Moos zu Steingaden
- Moos zu Wessobrunn
- Moosegg zu Peiting
- Moosmühle zu Wessobrunn
- Moosreiten zu Prem
- Moosschwaige zu Wielenbach
- Morgenbach zu Wildsteig
- Mößle zu Peiting
- Mühleck zu Sindelsdorf
- Mühlegg zu Böbing

↑ Zurück zum Inhaltsverzeichnis

### N
- Nachsee zu Bernbeuren
- Nantesbuch zu Penzberg
- Neukirnberg zu Penzberg
- Neuried zu Antdorf
- Niederwies zu Peiting
- Nonnenwald zu Penzberg
- Nußberg zu Seeshaupt

↑ Zurück zum Inhaltsverzeichnis

### O
- Oberbuchau zu Peißenberg
- Obereberfing zu Eberfing
- Obereglfing zu Eglfing
- Oberelmenau zu Bernbeuren
- Oberengen zu Steingaden
- Obereurach zu Iffeldorf
- Oberhausen
- Oberhirschberg zu Pähl
- Oberhof zu Bernbeuren
- Oberhof zu Penzberg
- Oberlauterbach zu Iffeldorf
- Oberlinden zu Bernbeuren
- Obermühle zu Habach
- Oberschwaig zu Hohenpeißenberg
- Obersedlhof zu Hohenpeißenberg
- Obersiffelhofen zu Antdorf
- Obersöchering
- Oderding zu Polling
- Odi zu Peiting
- Oedenhof zu Peiting
- Ölberg zu Rottenbuch
- Oppenried zu Seeshaupt
- Osterberg zu Bernbeuren
- Osterwald zu Böbing

↑ Zurück zum Inhaltsverzeichnis

### P
- Pähl
- Paterzell zu Wessobrunn
- Peißenberg
- Peiting
- Pentscher zu Wessobrunn
- Penzberg
- Perau zu Wildsteig
- Peustelsau zu Wildsteig
- Pischlach zu Böbing
- Polling
- Pollingsried zu Seeshaupt
- Ponholz zu Iffeldorf
- Prachtsried zu Bernbeuren
- Prem
- Pröbstelsberg zu Hohenpeißenberg
- Promberg zu Penzberg
- Puitl zu Wessobrunn
- Pürschlehen zu Wessobrunn

↑ Zurück zum Inhaltsverzeichnis

### R
- Rain zu Penzberg
- Raisting
- Rameck zu Huglfing
- Ramsau zu Peiting
- Rapoltskreut zu Peißenberg
- Rauchen zu Weilheim i.OB
- Rauchmoos zu Wielenbach
- Rechetsberg zu Huglfing
- Rechthal zu Wessobrunn
- Rehpoint zu Peiting
- Reindl zu Penzberg
- Reinthal zu Obersöchering
- Reiserlehen zu Wessobrunn
- Reisgang zu Bernbeuren
- Reiswies zu Rottenbuch
- Reitersau zu Steingaden
- Rentschen zu Wildsteig
- Resle zu Steingaden
- Rettenbach zu Peiting
- Rettenberg zu Iffeldorf
- Ried zu Bernbeuren
- Rieden zu Antdorf
- Riedern zu Sindelsdorf
- Riedhof zu Bernbeuren
- Riedhof zu Peiting
- Riesen zu Steingaden
- Ristle zu Rottenbuch
- Rochusthal zu Rottenbuch
- Rohrmoos zu Wessobrunn
- Rossau zu Burggen
- Roßlaich zu Polling
- Rothbad zu Raisting
- Rothsee zu Weilheim i.OB
- Rottenbuch
- Rudersau zu Rottenbuch
- Ruhe zu Böbing

↑ Zurück zum Inhaltsverzeichnis

### S
- Sachsen zu Peiting
- Sachsenried zu Schwabsoien
- Sägmühle zu Peiting
- Sandgraben zu Steingaden
- Sanimoor zu Iffeldorf
- Sankt Georg zu Peißenberg
- Sankt Johannisrain zu Penzberg
- Sankt Leonhard im Forst zu Wessobrunn
- Sankt Michael zu Peißenberg
- Sankt Nikolaus zu Oberhausen
- Sauwald zu Prem
- Scheithauf zu Peißenberg
- Scheithauf-Torfwerk zu Peißenberg
- Schellschwang zu Wessobrunn
- Schildschwaig zu Wildsteig
- Schillersberg zu Antdorf
- Schlag zu Peißenberg
- Schlatt zu Steingaden
- Schlauch zu Steingaden
- Schleifmühle zu Rottenbuch
- Schlittbach zu Wessobrunn
- Schlitten zu Wessobrunn
- Schlögelsberg zu Bernbeuren
- Schmauzenberg zu Rottenbuch
- Schmitten zu Seeshaupt
- Schnalz zu Peiting
- Schönach zu Obersöchering
- Schönberg zu Rottenbuch
- Schönegg zu Rottenbuch
- Schongau
- Schönmühl zu Penzberg
- Schönwag zu Wessobrunn
- Schörghof zu Wielenbach
- Schwabbruck
- Schwabhof zu Wessobrunn
- Schwabniederhofen zu Altenstadt
- Schwabsoien
- Schwaig zu Iffeldorf
- Schwaig zu Rottenbuch
- Schwaig zu Wildsteig
- Schwarzenbach zu Antdorf
- Schwarzenbach zu Steingaden
- Schweiber zu Peißenberg
- Schweinberg zu Rottenbuch
- Schwelken zu Wessobrunn
- Schwerblmühle zu Prem
- Schwiegle zu Wessobrunn
- Sedlhof zu Peiting
- See zu Wildsteig
- Seehäusl zu Wessobrunn
- Seemühle zu Bernbeuren
- Seeseiten zu Seeshaupt
- Seeshaupt
- Sennhof zu Bernbeuren
- Senthub zu Bernbeuren
- Sindelsdorf
- Sölb zu Raisting
- Söldei zu Hohenpeißenberg
- Solder zu Rottenbuch
- Sonnenfeld zu Eberfing
- Soyermühle zu Wildsteig
- Sperber zu Peiting
- Sprengelsbach zu Böbing
- Stadel zu Eberfing
- Staltach zu Iffeldorf
- Staltannen zu Steingaden
- Steig zu Burggen
- Steinbach zu Iffeldorf
- Steinberg zu Wielenbach
- Steinfall zu Hohenpeißenberg
- Steingädele zu Steingaden
- Steingaden
- Steinweiler zu Huglfing
- Steinwies zu Prem
- Stenz zu Bernbeuren
- Stillerhof zu Wessobrunn
- Stillern zu Raisting
- Strallen zu Peißenberg
- Straß zu Bernbeuren
- Straubenbach zu Wildsteig
- Streberg zu Wessobrunn
- Streitberg zu Eberfing
- Sulz zu Peißenberg

↑ Zurück zum Inhaltsverzeichnis

### T
- Taigschuster zu Peißenberg
- Tankenrain zu Weilheim i.OB
- Tannen zu Steingaden
- Tannenberg zu Burggen
- Tauting zu Eglfing
- Templhof zu Wessobrunn
- Thal zu Steingaden
- Thalhausen zu Oberhausen
- Thalhof zu Bernbeuren
- Thalmühl zu Böbing
- Thomamühle zu Habach
- Tradfranz zu Eberfing
- Tradlenz zu Obersöchering
- Tritschenkreut zu Peißenberg

↑ Zurück zum Inhaltsverzeichnis

### U
- Ungertsried zu Seeshaupt
- Unterbau zu Hohenpeißenberg
- Unterbauern zu Wildsteig
- Unterbuchau zu Peißenberg
- Untereberfing zu Eberfing
- Untereglfing zu Eglfing
- Unterelmenau zu Bernbeuren
- Unterengen zu Steingaden
- Untereurach zu Iffeldorf
- Unterhausen zu Weilheim i.OB
- Unterhäusern zu Wildsteig
- Unterhirschberg zu Pähl
- Unterholz zu Bernried am Starnberger See
- Unterlauterbach zu Iffeldorf
- Unterleithen zu Bernbeuren
- Unterlinden zu Bernbeuren
- Unterried zu Prem
- Untersedlhof zu Hohenpeißenberg
- Untersiffelhofen zu Antdorf
- Untersöchering zu Obersöchering
- Urspring zu Steingaden
- Urthal zu Sindelsdorf

↑ Zurück zum Inhaltsverzeichnis

### V
- Voglegg zu Bernbeuren
- Voglherd zu Rottenbuch
- Vorderfischen zu Pähl
- Vordergründl zu Steingaden
- Vorderholz zu Prem
- Vorderkirnberg zu Böbing
- Vordermeir zu Penzberg
- Vorderschwaig zu Hohenpeißenberg
- Vordertharren zu Bernbeuren

↑ Zurück zum Inhaltsverzeichnis

### W
- Waitzacker zu Weilheim i.OB
- Wasla zu Antdorf
- Weghaus zu Weilheim i.OB
- Weidwies zu Antdorf
- Weihanger zu Rottenbuch
- Weilheim i.OB
- Weinland zu Peiting
- Wendelinshof zu Bernbeuren
- Wessobrunn
- Westenried zu Eberfing
- Westerhof zu Bernbeuren
- Wielenbach
- Wies zu Steingaden
- Wiesbichl zu Bernbeuren
- Wieser zu Wielenbach
- Wieshof zu Bernbeuren
- Wiesle zu Steingaden
- Wildenberg zu Bernbeuren
- Wildsteig
- Wilzhofen zu Wielenbach
- Wimpes zu Böbing
- Windkreut zu Peißenberg
- Winterleiten zu Peiting
- Wolfetsried zu Seeshaupt
- Wolfhof zu Wessobrunn
- Wölfl zu Penzberg
- Wörth zu Böbing
- Wörth zu Hohenpeißenberg

↑ Zurück zum Inhaltsverzeichnis

### Z
- Zachenried zu Penzberg
- Zellsee zu Wessobrunn
- Ziegler zu Burggen
- Zist zu Penzberg
- Zöpfhalden zu Steingaden

↑ Zurück zum Inhaltsverzeichnis